# Tomas Larsson (musiker)
Per Tomas Nino Larsson, född 23 januari 1944 i Engelbrekts församling, Stockholm, är en svensk lärare och musiker.
Larsson var en av de ursprungliga medlemmarna i bandet Contact. Han hoppade dock av för att bli ljudtekniker vid MNW:s studio i Vaxholm. Lorne de Wolfe tog över hans plats som basist i bandet. Tomas Larsson är sedan 1980-talet bosatt i Simrishamns kommun, där han arbetat som matematik- och NO-lärare.

## Diskografi (LP)
- 1971 - Hon kom över mon (Contact)
- 1970 - Nobody Wants to Be Sixteen (Contact)